# Herrarnas K-2 500 meter i kanotsport vid olympiska sommarspelen 2008
Herrarnas K-2 500 meter vid olympiska sommarspelen 2008 hölls på Shunyi Olympic Rowing-Canoeing Park i Peking. 

## Medaljörer
| Gren           | Guld                                | Silver                               | Brons                                     |
| K-2, 500 meter | Spanien Saúl Craviotto Carlos Pérez | Tyskland Ronald Rauhe Tim Wieskötter | Belarus Raman Piatrusjenka Vadzim Machneu |

## Resultat

### Heat

#### Heat 1
| Placering | Kanotister                                   | Land       | Tid      | Noteringar |
| --------- | -------------------------------------------- | ---------- | -------- | ---------- |
| 1         | Ronald Rauhe, Tim Wieskötter                 | Tyskland   | 1:28.736 | QF         |
| 2         | Vincent Lecrubier, Sébastien Jouve           | Frankrike  | 1:29.805 | QF         |
| 3         | Andrea Facchin, Antonio Massimiliano Scaduto | Italien    | 1:30.240 | QF         |
| 4         | Krists Straume, Kristaps Zalupe              | Lettland   | 1:31.020 | QS         |
| 5         | Alvydas Duonėla, Egidijus Balčiūnas          | Litauen    | 1:31.232 | QS         |
| 6         | Clint Robinson, Jacob Clear                  | Australien | 1:31.712 | QS         |
| 7         | Alexej Dergunov, Dmitrij Kaltenberger        | Kazakstan  | 1:33.363 | QS         |
| 8         | Shen Jie, Huang Zhipeng                      | Kina       | 1:34.432 |            |

#### Heat 2
| Placering | Kanotister                             | Land      | Tid      | Noteringar |
| --------- | -------------------------------------- | --------- | -------- | ---------- |
| 1         | Raman Piatrusjenka, Vadzim Makcneu     | Belarus   | 1:28.661 | QF         |
| 2         | Saúl Craviotto, Carlos Perez           | Spanien   | 1:28.983 | QF         |
| 3         | Zoltán Kammerer, Gábor Kucsera         | Ungern    | 1:30.099 | QF         |
| 4         | Richard Dober, Jr., Andrew Willows     | Kanada    | 1:30.234 | QS         |
| 5         | Kim Wraae Knudsen, René Holten Poulsen | Danmark   | 1:30.348 | QS         |
| 6         | Marek Twardowski, Adam Wysocki         | Polen     | 1:32.107 | QS         |
| 7         | Mika Hokajärvi, Kalle Mikkonen         | Finland   | 1:33.785 | QS         |
| 8         | José Giovanni Ramos, Gabriel Rodríguez | Venezuela | 1:34.220 | QS         |

### Semifinal
| Placering | Kanotister                             | Land       | Tid      | Noteringar |
| --------- | -------------------------------------- | ---------- | -------- | ---------- |
| 1         | Richard Dober, Jr., Andrew Willows     | Kanada     | 1:31.232 | QF         |
| 2         | Marek Twardowski, Adam Wysocki         | Polen      | 1:31.481 | QF         |
| 3         | Kim Wraae Knudsen, René Holten Poulsen | Danmark    | 1:31.796 | QF         |
| 4         | Krists Straume, Kristaps Zaļupe        | Lettland   | 1:32.649 |            |
| 5         | Alvydas Duonėla, Egidijus Balčiūnas    | Litauen    | 1:32.887 |            |
| 6         | Alexej Dergunov, Dmitrij Kaltenberger  | Kazakstan  | 1:33.512 |            |
| 7         | Clint Robinson, Jacob Clear            | Australien | 1:33.839 |            |
| 8         | Mika Hokajärvi, Kalle Mikkonen         | Finland    | 1:34.994 |            |
| 9         | José Giovanni Ramos, Gabriel Rodríguez | Venezuela  | 1:37.285 |            |

### Final
| Placering | Kanotister                                   | Land      | Tid      | Noteringar |
| --------- | -------------------------------------------- | --------- | -------- | ---------- |
|           | Saúl Craviotto, Carlos Perez                 | Spanien   | 1:28.736 |            |
|           | Ronald Rauhe, Tim Wieskötter                 | Tyskland  | 1:28.827 |            |
|           | Raman Piatrusjenka, Vadzim Machneu           | Belarus   | 1:30.005 |            |
| 4         | Zoltán Kammerer, Gábor Kucsera               | Ungern    | 1:30.285 |            |
| 5         | Kim Wraae Knudsen, René Holten Poulsen       | Danmark   | 1:30.569 |            |
| 6         | Richard Dober, Jr., Andrew Willows           | Kanada    | 1:30.857 |            |
| 7         | Vincent Lecrubier, Sébastien Jouve           | Frankrike | 1:31.312 |            |
| 8         | Marek Twardowski, Adam Wysocki               | Polen     | 1:31.869 |            |
| 9         | Andrea Facchin, Antonio Massimiliano Scaduto | Italien   | 1:31.934 |            |